# Гуггенхайм, Даниэль
Даниэль Гуггенхайм (англ. Daniel Guggenheim, 9 июля 1856, Филадельфия, Пенсильвания — 28 сентября 1930, Порт-Вашингтон, Нью-Йорк) — американский предприниматель-горнозаводчик, миллионер и меценат.

## Биография
Сын американского предпринимателя и филантропа Мейера и Барбары Гуггенхаймов. Старший брат Саймона, Соломона и Бенджамина Гуггенхаймов.
Молодым человеком был отправлен в Швейцарию изучать швейцарский кружевной бизнес и вышивку и служить торговым агентом для предприятий своего отца. Открытие в 1881 году высокосортной серебряно-свинцовой руды на рудниках Гуггенхайма в Ледвилле, штат Колорадо, стало основой для состояния Гуггенхайма в горнодобывающей промышленности.
В 1884 году Даниэль вернулся в США, чтобы помочь управлять быстрорастущим семейным горнодобывающим и металлургическим бизнесом. Один из организаторов семейных предприятий в горнодобывающей и металлургической отраслях в Мексике, к 1895 году прибыль от их деятельности достигала 1 миллиона долларов в год.
В 1891 году Мейер Гуггенхайм объединил около десяти горнодобывающих предприятий семьи в Colorado Smelting and Refining Company. Затем семья Гуггенхайма вступила в длительную борьбу с Американской металлургической и нефтеперерабатывающей компанией (ASARCO), поддерживаемой семьей Рокфеллеров, и к 1901 году Гуггенхаймы приобрели контроль над ASARCO. В течение следующих трёх десятилетий Гуггенхаймы играли доминирующую роль в мировой горнодобывающей промышленности. Даниэль был назначен председателем правления ASARCO и руководил делом до 1919 года. К 1918 году состояние Гуггенхаймов оценивалось в 250—300 миллионов долларов, что делало их одними из самых богатых людей в мире.
Давние семейные разногласия достигли апогея в 1922 году, старших Гуггенхаймов обвинили в том, что они использовали прибыль контролируемой ими ASARCO в интересах своего семейного бизнеса — Guggenheim Brothers.
Правление ASARCO проголосовало за выход из-под контроля Гуггенхаймов. После других семейных разногласий и неудач в бизнесе Даниэль ушёл на пенсию в 1923 году.
Оставив бизнес он занялся меценатством в области авиации. На выделенные им финансовые средства был создан фонд, сыгравший определяющую роль в создании американских отраслей авиа- и ракетостроения.
Ещё в годы Первой мировой войны сын Дэниела — Гарри Гуггенхайм стал пилотом, и они оба, отец и сын, стали ярыми сторонниками развития авиационной техники. В 1920-х годах они учредили медаль Даниэля Гуггенхайма за достижения в области аэронавтики и предоставили гранты через Фонд Даниэля Гуггенхайма на исследования в области аэронавтики в Калифорнийском технологическом институте, Технологическом институте Джорджии, Гарвардском университете, Массачусетском технологическом институте, Нью-Йоркском университете, Северо-Западном университете, Стэнфордском университете, Сиракузском университете, Университете Акрона, Мичиганском университете и Вашингтонском университете. В 1927 году был объявлен главный приз в размере 100 000 долларов США и пять призов по 10 000 долларов США в «Конкурсе безопасных самолетов Гуггенхайма» (заявленный самолёт должен быть устойчивым при ветровых нагрузках и достигать определённых лётных показателей). Из 15 представленных самолётов только два, американский Curtiss Tanager и британский Handley Page Gugnunc, соответствовали требованиям. Curtiss Tanager был признан победителем, но затем Хэндли Пейдж подал в суд на Curtiss за нелицензионное использование планок Хэндли Пейджа, и, что ещё хуже, ни один из финалистов после этого не пошёл в производство; однако косвенно конкуренция повлияла на конструкторов в создании более безопасных самолётов. Определяющую роль Даниэля Гуггенхайма в развитии американской авиации отмечал Теодор фон Карман.

## Личная жизнь
22 июля 1884 года Даниэль женился на Флоренс Шлосс; у них было трое детей: Мейер Роберт Гуггенхайм; Гарри Франк Гуггенхайм; и Глэдис Элеонора Гуггенхайм Штраус.